# Dynistor

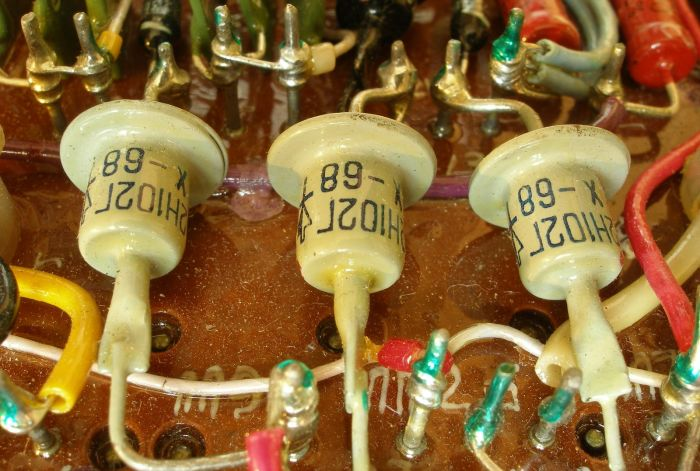
Dynistor 2Н102l produkcji rosyjskiej w wojskowym systemie automatyzacji

Dynistor – przyrząd półprzewodnikowy o strukturze czterowarstwowej typu NPNP. Warstwy te są różnej szerokości i mają różne wielkości koncentracji nośników. Taką strukturę można traktować jako połączenie dwóch tranzystorów: typu PNP i NPN.
Rozróżnia się trzy stany pracy dynistora:
- Zaporowy
- Blokowania
- Przewodzenia

Przełączenie dynistora może nastąpić w wyniku:
- powielania lawinowego nośników w kolektorze, przy dużym napięciu polaryzującym dynistor;
- wzrostu prądu generacyjnego pod wpływem temperatury;
- gwałtownego wzrostu napięcia między anodą i katodą.

Wyłączenie dynistora następuje przy znacznym obniżeniu napięcia pomiędzy anodą a katodą.